# Hip-hop malien
Le hip-hop malien, ou rap malien, est un genre de hip-hop produit au Mali. 

## Histoire
Le hip-hop connaît des débuts difficiles au Mali. Le genre, à l'origine venu des États-Unis, représente principalement la culture afro-américaine et les problèmes liés aux ghettos et à la socio-politiques. Cependant, lorsque le genre émerge au Mali, les artistes tentent de conserver la culture de ses chansons griottes et mandingues « qui sont les références harmonieuses du pays. » Rares sont les rappeurs, comme c'est le cas de Yeli Fuzo (de son vrai nom Yeli Mady Konaté), qui écrivent leurs textes en français.
Au début des années 2020, les femmes se font progressivement une place dans la scène hip-hop malienne, événement jusqu'ici encore marginal, la scène étant principalement masculine. Un festival consacré aux femmes, appelé Le Mali a des rappeuses, est même organisé. Toujours dans les années 2020, le rappeur Lord Makhaveli se fait un nom dans la scène rap malienne mais décède à Bamako après avoir été transporté aux urgences en juin 2025 à la suite d'un accident dont les circonstances restent encore floues.
Des festivals comme le Festi Rappou Dôgôkun, sont également organisés annuellement en l'honneur du rap malien.

## Artistes
Dans les années 2020, les artistes montants de la scène comprennent notamment : Lord Makhaveli (†), Ami Yerewolo, Mister One Iba One, et Faïza.